# SPF/PC
SPF/PCは、MS-DOSのテキストエディタとファイルマネージャで、メインフレームでSPF (System Productivity Facility)やISPFを使っていたユーザー向けに類似のインターフェイスを提供するソフトウェアである。
1990年当時には、まだSPF/PCという名前であった。その後、Windows版が登場し、SPF/SEやSPF/SE 365という名前で使われた。 

## 概要
SPF/PCとその後継バージョンは、Command Technology Corporationが導入、販売していた。 IBMのメインフレームベースのISPFに似ており、 ASCIIやEBCDICのテキストファイルを統合開発環境（IDE）の中で編集できる。COBOL、FORTRAN、C ++などのさまざまなプログラミング言語で、ソースコードの編集、コンパイラ、リンカ、デバッガの呼び出しに使用された。
64ビットWindowsではSPF/PCは動作しないが、32ビットWindowsでは引き続き動作する（例： XPまたはXPモードのWindows 7）。 

## 特徴
- ソースコードの自動バックアップ
- 編集中の自動保存
- バックグラウンド/フォアグラウンドのコンパイラとユーティリティサポート[4]
- 特大サイズのファイル編集 (1GBまで)
- ASCII/EBCDICテキストファイルの編集
- コマンドラインインターフェイス (CLI)
- キーワードを色付きで表示するファイルブラウザ
- ファイルマネージャ
- ファイル変換ユーティリティ
- COBOLソースコードのサポート
- バイナリエディタ
- IBM (3270) と PC のコマンドキー
- IBM ISPF スタイルのパネル
- すべてのマウス操作をキーボードでも可能
- 言語の行番号サポート
- 言語プロフィールサポート
- 行、列、境界のコピー、切り取り、データシフト、検索、貼り付け、画像文字列での並び替え
- 行の長さ (レコード) を64,000 字まで扱える。固定長、可変長の形式の両方が可能
- 行の除外/非除外、変更、検索、反転
- コンパイラが作成したエラーファイルをソースコードにノート (コメント) として追加
- 複数回の取り消し/やり直し操作
- 複雑なコマンドを順番に複数実行 - 除外/非除外の機能で繰り返し可能
- ファイル、画面、ハイライトしたテキストの印刷
- シンプル/アドバンストテキスト/ファイル検索/置換 (数千ものファイルやテキスト内を検索)
- ファイル一覧やテキスト/データの並び替え
- 行ラベルや列境界のアルファベット昇順/降順の並び替え
- 画面分割 (上下、左右)
- ファイル、ディレクトリの比較
- DOS/Windows/Linux/UnixのEOLとEOFのサポート
- ユーザーによる拡張性 - 追加、作成、ダイアログの修正、関数、メニュー、スクリーン
- ユーザーが定義可能なフォント
- ユーザーが定義可能なエディターのカラースキーマ、3270のスキーマもいくつか同梱
- EOL、EOF、行の長さなど、ユーザーが定義可能なファイル属性の設定
- ユーザーが定義可能なカーソル、ページスクロール
- エディタに行番号を表示するか選択する機能
- ユーザーが定義可能なキーボードとキーボードマクロ
- ユーザーが変更可能なヘルプシステム

## マクロ/スクリプト言語
SPF/SE 365では、C言語のようなマクロ/スクリプト言語を使用できる。
SPFのすべてのバージョンには、エディター内から任意のインタープリター（PHP、BASIC、PowerShellなど）を呼び出す機能があり、テキスト処理とOSコマンドを呼び出せる。 SPF/SEには、SPF/PCが持っていたREXXインターフェイスは実装されていない。